# Ondřej Mazuch
Ondřej Mazuch (Hodonín, 15 maart 1989) is een Tsjechische voetballer die doorgaans als verdediger speelt. Hij tekende in juli 2017 een contract tot medio 2019 bij Hull City, dat hem overnam van Sparta Praag. Mazuch debuteerde in 2010 in het Tsjechisch voetbalelftal.

## Carrière
Mazuch debuteerde in 2006 in het betaald voetbal in het shirt van 1. FC Brno. Dat liet hij na één seizoen achter zich om zich aan te sluiten bij Fiorentina. Hier kwam hij twee jaar niet aan spelen toe. De Italiaanse club verhuurde hem in de zomer van 2009 aan RSC Anderlecht. Hij kreeg een aangepast trainingsregime en kwam zo op conditioneel vlak weer in orde. Hij stond op de vierde speeldag van het seizoen voor het eerst in de ploeg, Na een viertal wedstrijden vertrok hij met Tsjechië –20 naar het WK –20 in Egypte. Na zijn terugkeer in Brussel groeide hij uit tot basiskracht.
Mazuch kwam in het seizoen 2011/12 niet meer aan spelen toe bij Anderlecht, mede door een blessure aan de adductoren. Hij vertrok in januari 2012 naar Dnipro Dnipropetrovsk, op dat moment de ploeg van ex-Racing Genk-speler Eric Matoukou. Hij speelde 65 competitiewedstrijden voor Anderlecht, waarin hij vijfmaal scoorde. Mazuch speelde ook twintig Europese wedstrijden voor Anderlecht.

## Clubstatistieken
| Seizoen                            | Club                  | Competitie              | Wed. | Goals |
| ---------------------------------- | --------------------- | ----------------------- | ---- | ----- |
| 2006/07                            | 1. FC Brno            | Gambrinus liga          | 24   | 1     |
| 2007/08                            | ACF Fiorentina        | Serie A                 | 0    | 0     |
| 2008/09                            | ACF Fiorentina        | Serie A                 | 0    | 0     |
| 2009/10                            | → RSC Anderlecht      | Eerste klasse           | 30   | 4     |
| 2010/11                            | RSC Anderlecht        | Eerste klasse           | 35   | 1     |
| 2011/12                            | RSC Anderlecht        | Eerste klasse           | 0    | 0     |
| 2011/12                            | Dnipro Dnipropetrovsk | Vysjtsja Liha           | 10   | 0     |
| 2012/13                            | Dnipro Dnipropetrovsk | Vysjtsja Liha           | 19   | 0     |
| 2013/14                            | Dnipro Dnipropetrovsk | Vysjtsja Liha           | 26   | 0     |
| 2014/15                            | Dnipro Dnipropetrovsk | Vysjtsja Liha           | 10   | 0     |
| 2015/16                            | Sparta Praag          | 1. česká fotbalová liga | 4    | 0     |
| 2016/17                            | Sparta Praag          | 1. česká fotbalová liga | 14   | 1     |
| 2017/18                            | Hull City             | Championship            | 0    | 0     |
| Totaal                             | Totaal                | Totaal                  | 172  | 7     |
| Bijgewerkt tot en met 26 juli 2017 |                       |                         |      |       |